# Космологический горизонт
Космологический горизонт — сфера во Вселенной, точки которой имеют бесконечное красное смещение. Время, за которое фотоны от этой сферы успевают долететь до нас, равно возрасту Вселенной. Из-за этого мы не можем в настоящий момент увидеть объекты, находящиеся дальше этой сферы. Со временем она расширяется.
Сейчас до неё примерно 12 000 Мпк или 46,5 млрд световых лет[уточнить]. Всё пространство от нашей планеты до космологического горизонта называется наблюдаемой частью Вселенной.

## См.также
- Горизонт